# Helvedesmaskinen
Helvedesmaskinen er en dansk stumfilm fra 1914, der er instrueret af Robert Dinesen efter manuskript af A.V. Olsen.

## Handling
Denne artikel mangler et handlingsreferat. Hjælp os med at skrive det.

## Medvirkende
- Bertel Krause - Politimesteren
- Ellen Holm - Clara, politimesterens datter
- Robert Schmidt - Doktor Lange
- Torben Meyer - Adjunkt Lerche
- Paula Ruff
- Peter Jørgensen
- Carl Schenstrøm
- Karen Christensen
- Franz Skondrup
- Birger von Cotta-Schønberg